# Finanzierungsmodelle im Gesundheitswesen
Ein charakteristisches Merkmal eines Gesundheitssystems ist die Art seiner Finanzierung. Jedes Land besitzt ein anderes Finanzierungsmodell des Gesundheitswesens mit spezifischen Besonderheiten. Grundsätzlich können jedoch drei Arten von Modellen unterschieden werden.

## Sozialversicherungsmodell
Als Stammland der Sozialversicherung gilt Deutschland. Hier wurde das Modell 1883 von Otto von Bismarck eingeführt. Weitere Länder mit einer sozialen Pflichtversicherung sind u. a. Belgien, Österreich, Frankreich, Luxemburg.

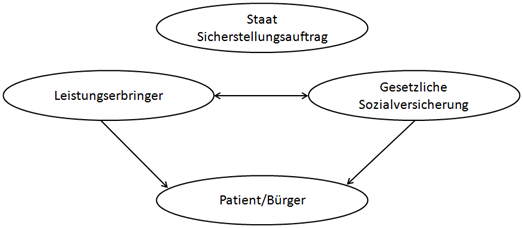
Sozialversicherungsmodell

Das Sozialversicherungsmodell wird weitestgehend über Mitgliedsbeiträge und Zuzahlungen finanziert. Es besteht eine Versicherungspflicht für Angestellte und Arbeiter, soweit das Einkommen die Versicherungspflichtgrenze nicht überschreitet. Die Beiträge werden auf Basis des Entgelts zwischen Arbeitgeber und -nehmer aufgeteilt. Familienmitglieder sind – sofern sie kein eigenes Entgelt beziehen – ohne zusätzliche Beitragszahlung mitversichert. Auch Künstler, Studenten und Landwirte unterliegen der Versicherungspflicht. 
Beamte, Selbstständige, Geistliche und Personen, die über die Beitragsbemessungsgrenze hinaus verdienen, sind vom Beitritt zur gesetzlichen Sozialversicherung ausgeschlossen bzw. von ihr befreit. Entweder sind sie dann  Mitglieder der PKV oder freiwillige Mitglieder der Gesetzlichen Krankenversicherung (GKV).
Die Beiträge und somit die Finanzierung der gesetzlichen Krankenversicherung ist abhängig von der Höhe des bezogenen Entgelts der Versicherten. Gleichzeitig besteht in Deutschland Kassenwahlfreiheit für alle Versicherten. Daher kann es dazu kommen, dass Krankenkassen aufgrund ihrer Versichertenstruktur Vorteile am Markt realisieren. Dieser Vorteil entsteht durch Mitglieder, die seltener Krankheiten aufweisen, ein höheres Einkommen beziehen, weniger beitragsfreie Angehörige melden, weniger Kosten verursachen und gleichzeitig höhere Beiträge bezahlen. Der Risikostrukturausgleich soll dieses Problem beheben.

## Steuerfinanziertes Versicherungsmodell
Diese Art des Versicherungsmodells wird über einen Nationalen Gesundheitsdienst (National Health Service) organisiert. Als Prototyp für dieses Modell gilt Großbritannien. Hier ist das System auf Grundlage des Beveridge-Modells entstanden. Andere Länder, wie Italien oder Portugal, haben ebenfalls einen Nationalen Gesundheitsdienst, finanzieren ihr Gesundheitssystem jedoch zusätzlich über Beitragszahlungen.

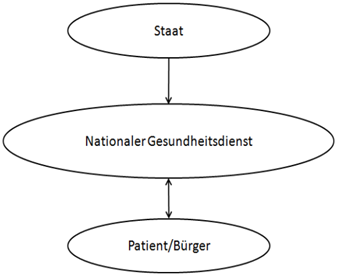
Steuerfinanziertes Versicherungsmodell

Der Nationale Gesundheitsdienst ist in öffentlichem Besitz und finanziert das Gesundheitssystem weitestgehend über Steuern. Jeder Bürger des Landes hat Zugang ohne Beiträge zu zahlen. Lediglich zahn- und augenärztliche Behandlungen sowie besondere Leistungen, wie ein Einbettzimmer im Krankenhaus, bedürfen Zuzahlungen.
Der Nationale Gesundheitsdienst teilt sich in regionale Gesundheitsbehörden auf, die wiederum für das Versorgungssystem in ihrem Gebiet verantwortlich sind. Es besteht ein Primärarztsystem, sodass sich jeder Patient bei einem Hausarzt einschreiben und im Krankheitsfall zunächst bei ihm vorständig werden muss. Diese Ärzte werden als sogenannte „Gatekeeper“ bezeichnet, welche dann, falls notwendig, eine Überweisung zum Spezialisten oder ins Krankenhaus veranlassen. Mit Ausnahme von Notfällen haben Patienten demnach keinen Zugang zu Krankenhäusern oder fachärztlichen Behandlungen.

## Privatversicherungsmodell
Bei dem Privatversicherungsmodell spielt der Staat nahezu keine Rolle und auch kein anderes zentrales Organ reguliert die Gesundheitsversorgung des Landes. Somit herrscht ein freier Markt, der weitestgehend über finanzielle Mittel gesteuert wird. Außerdem besteht keine Versicherungspflicht, sodass die Bürger des Landes eigens für ihre Krankenversicherung verantwortlich sind. Das bekannteste Länderbeispiel ist hierfür die USA (Gesundheitssystem der Vereinigten Staaten). 

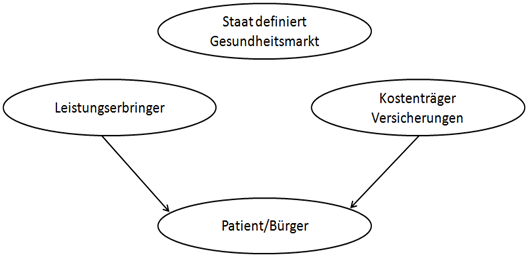
Privatversicherungsmodell

Vereinzelt werden Arbeitnehmer über ihren Arbeitgeber als eine zusätzliche Leistung des Arbeitgebers versichert. Dieser zahlt die Beiträge der Versicherung seiner Angestellten. Ein recht hoher Bevölkerungsanteil, die weder vom Arbeitgeber versichert werden und sich eine private Krankenversicherung finanziell nicht leisten können, haben daher keinerlei Versicherungsschutz bzw. nur die Grundsicherung, die vom Staat finanziert wird.
Da dieses Modell der Privatversicherung in den USA häufig aufgrund der sozialen Ungerechtigkeit kritisiert wird, hat Barack Obama ein Gesetz (Patient Protection and Affordable Care Act) erlassen, das die Krankenversicherungspflicht in den USA eingeführt hat.